# Wiveton
Wiveton is een civil parish in het bestuurlijke gebied North Norfolk, in het Engelse graafschap Norfolk met 217 inwoners.